# Talaiot del puig Figuer
El Talaiot del Puig Figuer és una torre prehistòrica de l'illa de Mallorca. Es troba al municipi d'Artà, a la comarca de Llevant al Puig Figuer, una muntanya sobre les finques de s'Alqueria Vella i Son Morei. Es conserva la part baixa, construïda en planta circular. L'edifici s'atribueix a la cultura talaiòtica de l'edat de bronze, que va habitar Mallorca des del 1300 fins al 123 AC.

## Situació

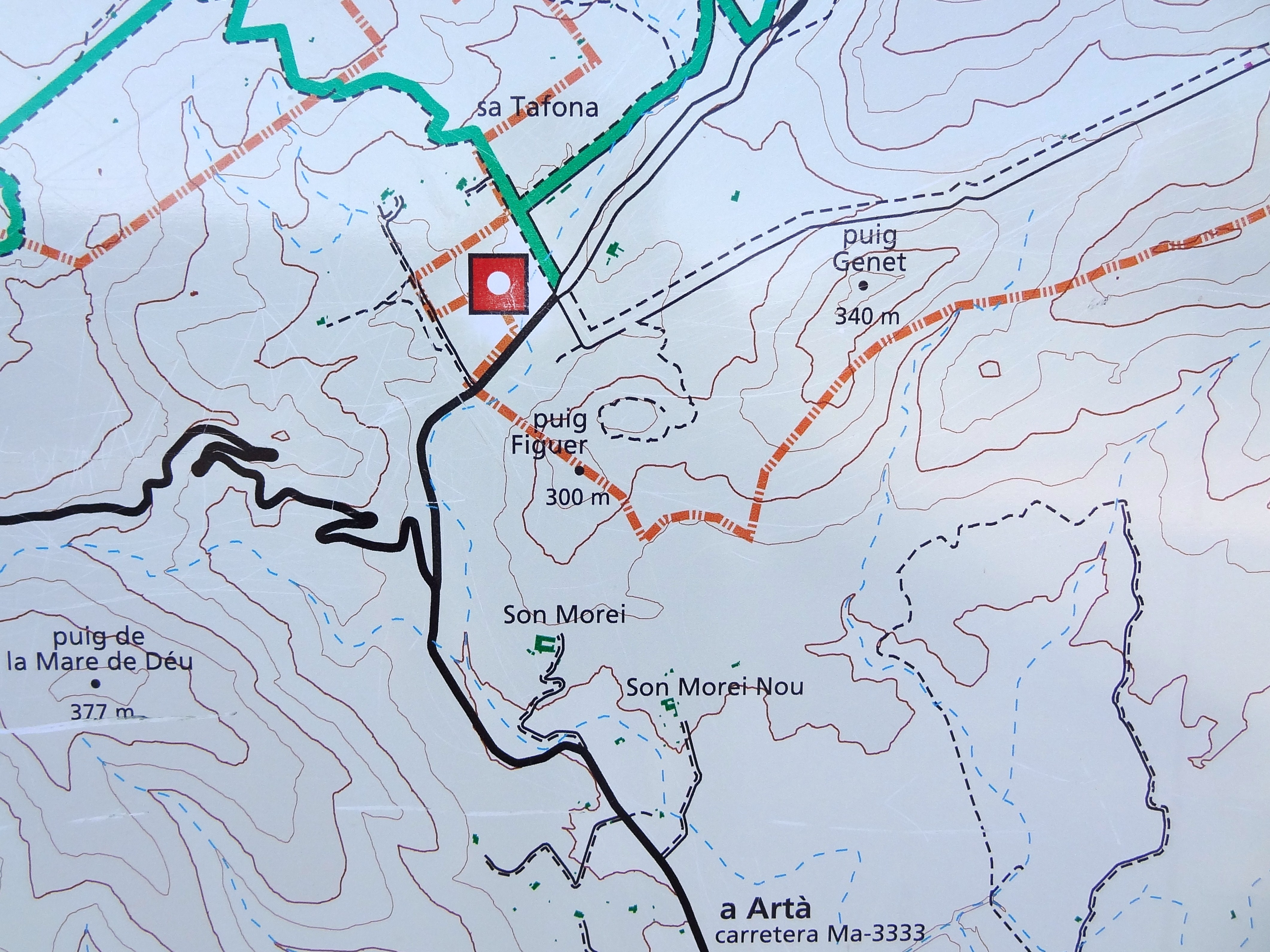
Zona al voltant del Puig Figuer

El Talaiot del Puig Figuer es troba a uns 290 metres d'alçada al Puig Figuer, aproximadament a 150 metres al nord-est del cim (de 300 m d'alçada) de la muntanya. El Puig Figuer fa de límit entre les finques de s'Alqueria Vella al nord-est i de Son Morei al sud-oest, amb la torre talaiòtica encara pertanyent a s'Alqueria Vella. S'hi pot accedir des de l'aparcament davant dels edificis de la finca, a través d'un camí senyalitzat de 515 m que travessa la Plana de Can Ros i el coll de sa Barrereta.
S'Alqueria Vella és una finca pública del municipi d'Artà, que forma part del Parc Natural de la Península del Llevant. El parc natural abasta gran part del nord del terme municipal. El travessen diverses rutes de senderisme senyalitzades. La ruta 11 (Itinerari del Puig Figuer) fins al Talaiot del Puig Figuer es troba a l'extrem sud del parc natural. A uns 350 metres al sud-oest del cim del Puig Figuer, transcorre la carretera MA-3333, entre el petit poble d'Artà i l'Ermita de Betlem. El camí d'accés a la finca de s'Alqueria Vella surt de la carretera rural. La finca, que inclou el talaiot, està situada a la serra d'Artà, part de la serra oriental de Mallorca, les Serres de Llevant .

## Descripció

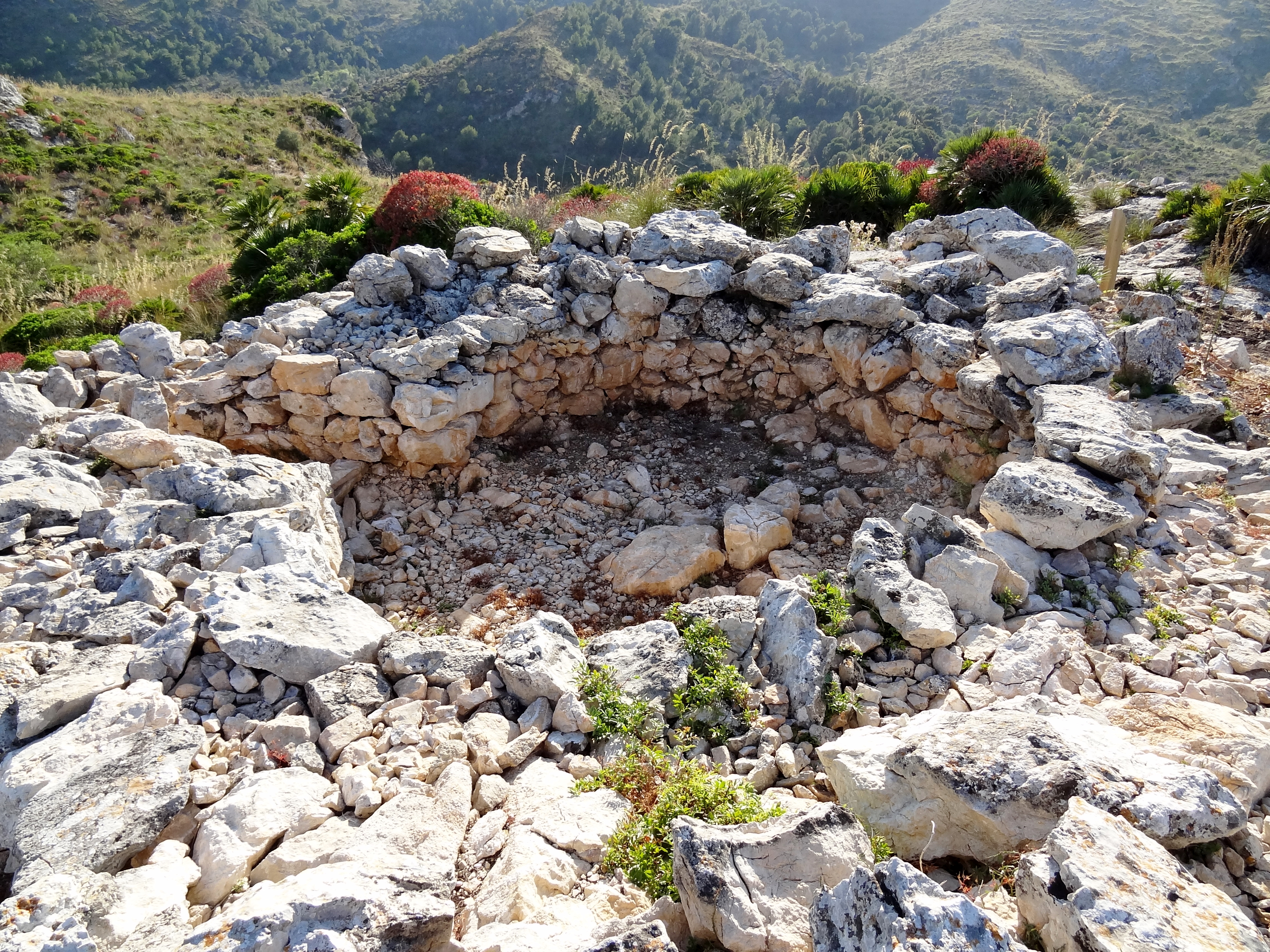
Vista general des del nord-est

En les torres de la cultura talaiòtica, es distingeix entre estructures quadrades i rodones (talaiot quadrat català i talaiot circular). El Talaiot del Puig Figuer és un edifici de torre rodona, però el seu interior no té una planta circular perfecta. Les dimensions interiors varien entre 3,85 i 4,35 metres, amb una obertura de 0,80 m d'ample al costat sud. Es desconeix la finalitat de l'obertura, tot i que en aquest tipus torres se suposa que seria un accés a l'interior.

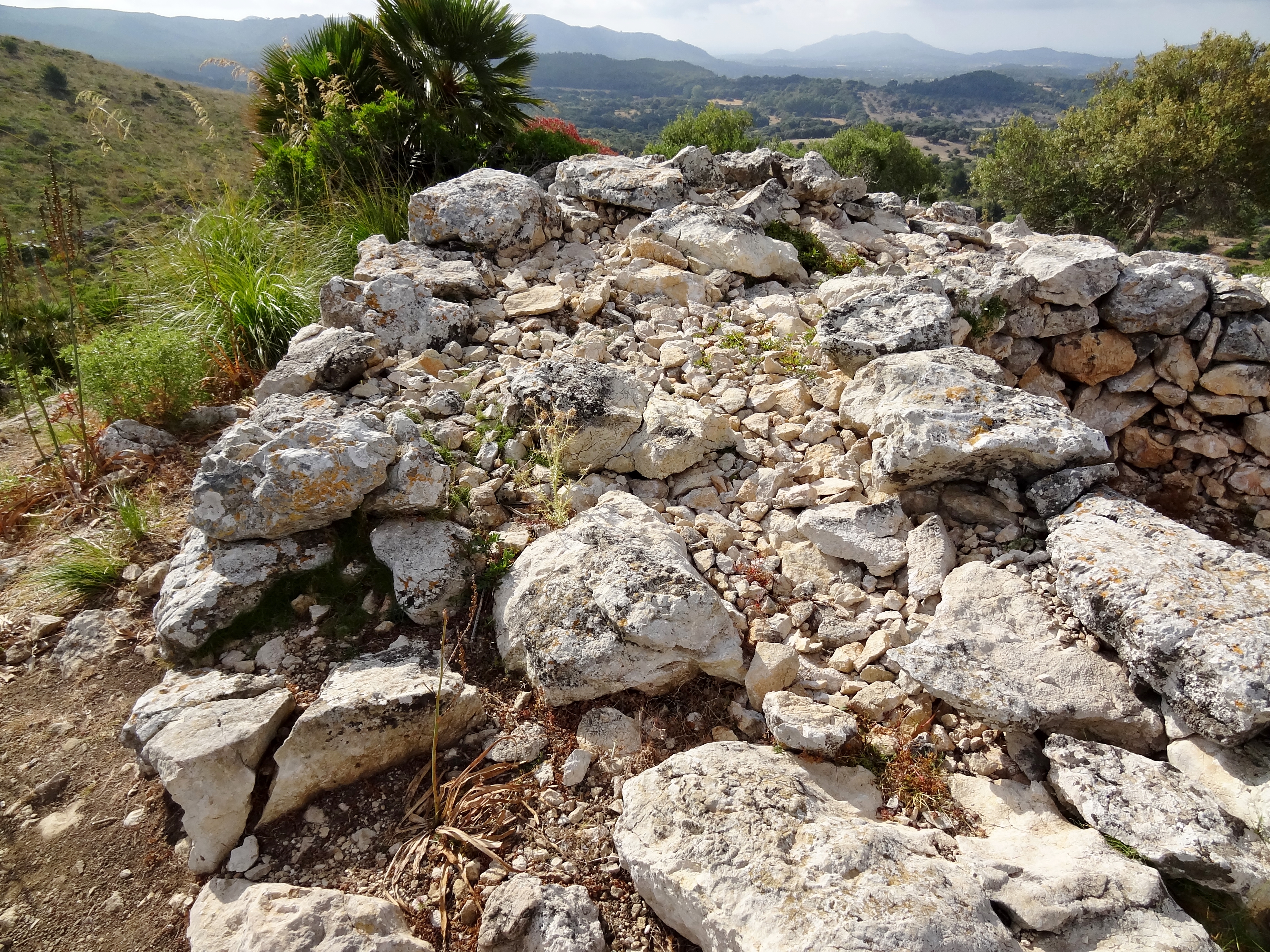
Construcció de la muralla del talaiot

El talaiot és una construcció de pedra seca, amb els blocs de pedra apilats els uns sobre els altres sense utilitzar cap material d'unió. Les pedres irregulars de les parets són de diferents mides i no estan ordenades en fileres horitzontals. El gruix de la paret és d'uns 120cm en el punt més estret, i de 240cm al més ample. Mentre que les pedres més grans es van col·locar una sobre l'altra a l'exterior i a l'interior, hi ha material de farciment de mida petita al nucli de la paret. En alguns costats del talaiot també hi ha un reforç de fins a 2,90 m, que sembla que hi fou afegit posteriorment. A partir de les restes dels fonaments es pot distingir un altre reforç al costat sud-oest.
Se suposa que l'alçada original del talaiot era d'uns quatre metres i que el pis superior seria accessible mitjançant una rampa en espiral. Al centre de l'interior hi ha una pedra a terra de 50 cm d'ample i 80 cm de llarg que, com en altres talaiots, podria haver suportat un pilar de pedres apilades per sostenir una teulada. Aquests pilars centrals de pedra es conserven al talaiot del poble prehistòric de s'Hospitalet Vell, així com al talaiot rodó del poblat talaiòtic de sa Canova. Al sud-est del Talaiot del Puig Figuer, estructures secundàries quadrades i rodones de pedres apilades entre llentiscles, margallons i càrritxs, baixen pel vessant de la muntanya fins al pla de Son Morei Nou. Es considera que aquestes estructures del període talaiòtic haurien estat construïdes des de l'any 850 AC fins a l'època romana del 1r segle dC.
El Turó Fortificat amb el Talaiot del Puig Figuer està inscrit com a monument arqueològic des de l'any 1966 amb el número RI-51-0001762. Al cim de 340m del Puig Genet, a 600 metres cap al nord-est, hi ha dues plataformes i restes d'un edifici rectangular, que també s'atribueixen a l'època talaiòtica. S'assumeix una connexió entre les estructures prehistòriques d'ambdues muntanyes.